# Сёльское сельское поселение
Сёльское се́льское поселе́ние — бывшее муниципальное образование, входившее в состав Чусовского муниципального района Пермского края Российской Федерации.
Административный центр — село Сёла.

## История
Статус и границы сельского поселения установлены Законом Пермской области от 1 декабря 2004 года № 1892-414 «Об утверждении границ и о наделении статусом муниципальных образований административной территории города Чусового Пермского края»
Упразднено Законом Пермского края от 25 марта 2019 года и вместе с другими муниципальными образованиями Чусовского муниципального района преобразовано путём их объединения в новое муниципальное образование — Чусовской городской округ.

## Население
| 2010  | 2012  | 2013  | 2014  | 2015  | 2016  | 2017  |
| ----- | ----- | ----- | ----- | ----- | ----- | ----- |
| 1202  | ↘1182 | ↗1201 | ↗1204 | ↘1193 | ↗1199 | ↗1216 |
| 2018  | 2019  |       |       |       |       |       |
| ↘1215 | ↗1223 |       |       |       |       |       |

## Населённые пункты
В состав сельского поселения входили 8 населённых пунктов:
| № | Населённый пункт | Тип     | Население |
| - | ---------------- | ------- | --------- |
| 1 | Байкалово        | деревня | ↘75       |
| 2 | Березник         | деревня | →1        |
| 3 | Вереино          | деревня | ↘185      |
| 4 | Забегаево        | деревня | →9        |
| 5 | Ключи            | деревня | ↘80       |
| 6 | Плесо            | деревня | ↘4        |
| 7 | Сёла             | село    | ↗799      |
| 8 | Шалыги           | деревня | ↘46       |